# Libinhania nimmoana
Libinhania nimmoana là một loài thực vật có hoa thuộc họ Asteraceae. Loài này chỉ có ở Yemen.
Môi trường sống tự nhiên của chúng là rừng khô nhiệt đới hoặc cận nhiệt đới.